# Bohdan Sljubyk
Bohdan Ivanović Sljubyk (in ucraino Слюбик Богдан Іванович?; Leopoli, 11 febbraio 2004) è un calciatore ucraino, difensore del Ruch L'viv.

## Caratteristiche tecniche
È un difensore centrale.

## Carriera

### Club
Sljubyk è cresciuto nel settore giovanile del Karpaty che ha lasciato nel 2022 per firmare con il Ruch L'viv. Ha debuttato in prima squadra il 9 ottobre 2022 nell'incontro di Prem"jer-liha perso 3-0 contro la Dinamo Kiev. Ha segnato il suo primo gol il 19 agosto dell'anno successivo, nel pareggio per 1-1 contro il Kolos Kovalivka.

### Nazionale
Ha giocato nelle nazionali giovanili ucraine Under-18, Under-19 e Under-21.

## Statistiche

### Presenze e reti nei club
Aggiornato al 30 aprile 2024
| Stagione        | Squadra         | Campionato      | Campionato | Campionato | Coppe nazionali | Coppe nazionali | Coppe nazionali | Coppe continentali | Coppe continentali | Coppe continentali | Altre coppe | Altre coppe | Altre coppe | Totale | Totale | Totale |
| Stagione        | Squadra         | Comp            | Pres       | Reti       | Comp            | Pres            | Reti            | Comp               | Pres               | Reti               | Comp        | Pres        | Reti        | Pres   | Reti   |        |
| --------------- | --------------- | --------------- | ---------- | ---------- | --------------- | --------------- | --------------- | ------------------ | ------------------ | ------------------ | ----------- | ----------- | ----------- | ------ | ------ | ------ |
| 2022-2023       | Ruch L'viv      | PL              | 18         | 0          | CU              | 0               | 0               |                    | -                  | -                  |             | -           | -           | 18     | 0      |        |
| 2023-2024       | Ruch L'viv      | PL              | 26         | 3          | CU              | 1               | 0               |                    | -                  | -                  |             | -           | -           | 27     | 3      |        |
| Totale carriera | Totale carriera | Totale carriera | 44         | 3          |                 | 1               | 0               |                    | -                  | -                  |             | -           | -           | 45     | 3      |        |